# Émilie Le Pennec
Émilie Le Pennec (n. 31 decembrie 1987, La Garenne-Colombes, Métropole du Grand Paris, Franța) este o gimnastă artistică ce a reprezentat Franța, medaliată olimpică. A participat la o ediție a Jocurilor Olimpice (2004) în care a câștigat o medalie de aur.

## Participări
Lista de mai jos prezintă principalele competiții la care a participat Émilie Le Pennec de-a lungul carierei.
- gymnastics at the 2004 Summer Olympics – women's uneven bars[*]